# Marimacha, la encarnación
Marimacha, la encarnación es una película peruana de 2013, de género de terror, dirigida por Julio Oré y David Acosta y protagonizada por Abigaíl Quispe Velarde, Álex Quispe Pianto, Reyna Carrasco Aguilar y Wilber Acosta Gutiérrez. Está basada en la leyenda urbana de María la Marimacha.

## Argumento
Una adolescente es acosada por otros chicos que la acusan de ser lesbiana. Posteriormente, su madre la envía al mercado pero pierde el dinero que le dieron. Desesperada, va al cementerio, roba el corazón de un cadáver y lo hace pasar como comida. El fantasma del muerto la persigue exigiendo que se lo devuelva. Confundida, mata a su madre pensando que es el espíritu. Luego, el espíritu maligno la mata a ella. Después, tres universitarios investigan el origen de la cruz en la tumba de este espíritu maléfico, pero el fantasma mata a dos de ellos, el tercero escapa y pide ayuda a dos jóvenes soldados, a los cuales también aniquila. El espíritu, haciéndose pasar por María Marimacha, sigue buscando más víctimas.

## Reparto
El reparto está conformado por:
- Abigaíl Quispe Velarde
- Álex Quispe Pianto
- Reyna Carrasco Aguilar
- Wilber Acosta Gutiérrez

## Producción
Esta película forma parte de la etapa de formación del cine regional de Ayacucho, en la cual se produjeron películas con recursos limitados y escasa formación técnica. Directores como Germán Guevara y Palito Ortega Matute surgieron en este período, desde 1981 hasta la actualidad. A pesar de la naturaleza artesanal y de bajo presupuesto de la mayoría de las producciones, algunas de Palito Ortega demostraron avances en la narrativa y el uso de tecnología moderna.
Sin embargo, esta película ha sido motivo de disputa por su propiedad entre el cineasta de Quinua, Julio Oré, y sus socios ayacuchanos, Jorge Gaitán y David Acosta.
Además, esta película se basó en la idea de un largometraje de Mélinton Eusebio. Por ese motivo, Bullying maldito no pudo ser estrenado antes.
A diferencia de Bullying maldito (2015), que no trata sobre la leyenda urbana, Marimacha, la encarnación si aborda la historia de María Marimacha. Pero ambas películas desafían las normas tradicionales de género y sociedad.

## Recepción
De acuerdo con Fiel al cine la película presenta una buena calidad visual y de sonido; sin embargo, su narrativa es percibida como demasiado simplista y predecible. Además, los efectos visuales generados por computadora no resultan impresionantes, así como tiene fallos de guion, no logrando su principal cometido: causar miedo.